# Аарон Гікі
Аарон Гікі (англ. Aaron Hickey, нар. 10 червня 2002, Глазго, Шотландія) — шотландський футболіст, фланговий захисник англійського «Брентфорда» і національної збірної Шотландії.

## Ігрова кар'єра
Аарон Гікі народився у місті Глазго. Є вихованцем столичного клубу «Гарт-оф-Мідлотіан». Деякий час проходив навчання в академії «Селтіка», після чого знову повернувся до «Гартса». За умовою цього повернення «Селтік» отримував 30 % від майбутнього трансфера футболіста.
У шотландському Прем'єршипі Гікі дебютував 10 травня 2019 року у матчі проти «Абердина». За два тижні Гікі вийшов у складі «Гартса» на фінальний матч Кубка Шотландії проти «Селтіка», таким чином ставши наймолодшим учасником фіналів національного Кубка.
Перед початком сезону 2020—2021 Гікі перейшов до складу італійської «Болоньї». Сума трансфера складала близько 1,5 млн фунтів стерлінгів. Футболіст віддав перевагу «Болоньї» над німецькою «Баварією» тому що італійський клуб гарантував захиснику місце в основі. Попри це по ходу свого дебютного сезону в Італії шотландець виходив на поле лише в 11 іграх Серії A, а ось в сезоні 2021/22 він вже був стабільним гравцем основи команди, відігравши за неї 36 матчів національної першості.
У липні 2022 року захисник повернувся на Британські острови, уклавши контракт з англійським «Брентфордом», який сплатив за його трансфер 14 мільйонів фунтів.

## Виступи за збірну
У 2019 році Аарон Гікі дебютував у складі юнацької збірної Шотландії (U-17).
У березні 2022 року Гікі вперше був викликаний до національної збірної Шотландії, за яку дебютував 24 березня у товариському матчі з Польщею (1:1).

## Стиль гри
Аарон Гікі може чудово зіграти як на лівому фланзі оборони, так і в центрі півзахисту.

## Особисте життя
У грудні 2020 року Аарон Гікі отримав позитивний результат тесту на COVID-19.

## Статистика виступів

### Статистика клубних виступів
Станом на 24 серпня 2022
| Сезон               | Команда             | Чемпіонат           | Чемпіонат | Чемпіонат | Національний кубок | Національний кубок | Національний кубок | Континентальні кубки | Континентальні кубки | Континентальні кубки | Інші змагання | Інші змагання | Інші змагання | Усього | Усього | Усього |
| Сезон               | Команда             | Ліга                | Ігор      | Голів     | Ліга               | Ігор               | Голів              | Ліга                 | Ігор                 | Голів                | Ліга          | Ігор          | Голів         | Ігор   | Голів  |        |
| ------------------- | ------------------- | ------------------- | --------- | --------- | ------------------ | ------------------ | ------------------ | -------------------- | -------------------- | -------------------- | ------------- | ------------- | ------------- | ------ | ------ | ------ |
| 2018–19             | «Гарт-оф-Мідлотіан» | ПЛ                  | 2         | 0         | КЩ+КЛ              | 1+0                | 0                  | -                    | -                    | -                    | -             | -             | -             | 3      | 0      |        |
| 2019–20             | «Гарт-оф-Мідлотіан» | ПЛ                  | 22        | 1         | СА+КЛ              | 2+6                | 0                  | -                    | -                    | -                    | -             | -             | -             | 30     | 1      |        |
| Усього за «Гарт»    | Усього за «Гарт»    | Усього за «Гарт»    | 24        | 1         |                    | 9                  | 0                  |                      | -                    | -                    |               | -             | -             | 33     | 1      |        |
| 2020–21             | «Болонья»           | A                   | 11        | 0         | КІ                 | 1                  | 0                  | -                    | -                    | -                    | -             | -             | -             | 12     | 0      |        |
| 2021–22             | «Болонья»           | A                   | 36        | 5         | КІ                 | 0                  | 0                  | -                    | -                    | -                    | -             | -             | -             | 36     | 5      |        |
| Усього за «Болонью» | Усього за «Болонью» | Усього за «Болонью» | 47        | 5         |                    | 1                  | 0                  |                      | -                    | -                    |               | -             | -             | 48     | 5      |        |
| 2022–23             | «Брентфорд»         | ПЛ                  | 3         | 0         | КА+КЛ              | 0                  | 0                  | -                    | -                    | -                    | -             | -             | -             | 3      | 0      |        |
| Усього за кар'єру   | Усього за кар'єру   | Усього за кар'єру   | 75        | 6         |                    | 10                 | 0                  |                      | -                    | -                    |               | -             | -             | 85     | 6      |        |

### Статистика виступів за збірну
Станом на 24 серпня 2022
| Дата      | Місто  | Господарі | Результат | Гості     | Турнір                               | Голи | Примітки |
| --------- | ------ | --------- | --------- | --------- | ------------------------------------ | ---- | -------- |
| 24-3-2022 | Глазго | Шотландія | 1 – 1     | Польща    | товариський матч                     | -    | 67'      |
| 29-3-2022 | Відень | Австрія   | 2 – 2     | Шотландія | товариський матч                     | -    | 58'      |
| 1-6-2022  | Глазго | Шотландія | 1 – 3     | Україна   | Відбір до ЧС 2022                    | -    |          |
| 8-6-2022  | Глазго | Шотландія | 2 – 0     | Вірменія  | Ліга націй УЄФА 2022-2023 - 1-й етап | -    | 75'      |
| Усього    |        | Матчів    | 4         |           | Голів                                | 0    |          |